# Helophorus minutus
Helophorus minutus är en skalbaggsart som beskrevs av Fabricius 1775. Helophorus minutus ingår i släktet Helophorus, och familjen halsrandbaggar. Arten är reproducerande i Sverige.